# Bing
Bing je Microsoft-ov internet pretraživač. Predstavljen je 28. maja 2009. godine na konferenciji All Things Digital u San Diegu. Od 3. juna bio je potpuno dostupan na internetu.

## Dostupnost
Bing je lokalizovan na svim jezičkim prostorima. Dostupan je na više od 40 jezika.

## Karakteristike
je objavio da Bing zapravo nije mašina za pretraživanje već „mašina za odlučivanje“, jer ljudima omogućava da inteligentnije pretražuju veb i pojednostavljuje im svakodnevne poslove, a uz to im pruža mogućnost da na više načina organizuju rezultate pretraživanja, saglasno sa svojim potrebama. Kompanija redstavlja svoj proizvod na sledeći način: „ljudi su spremni da posle pretraživanja odu dalje, a Bing će im pomoći da donesu bolje odluke.”

## Ulaganje
je za promovisanje Binga izdvojio 100 miliona dolara, jer zbog nedovoljne reklame prethodni pretraživači nisu imali mnogo uspeha, pošto u toj oblasti primat drži Gugl. Microsoft web pretraživač već godinama drži treću poziciju, iza Gugl-a i Yahoo-a. U aprilu je u SAD Microsoft u pretrazi interneta bio zastupljen sa 8,2 odsto, Gugl-a čak 64,2, a Yahoo-a 20,4 odsto.

## pretraga
poboljšava svoje korporativno prijateljstvo sa Facebook-om, najavljujući bolju integraciju društvene mreže u rezultate Bingove pretrage.Bing će iskoristiti prikupljene podatke kako bi u rezultatima pretrage označio sadržaj na internetu koji su “lajkovali” vaši prijatelji sa Facebook-a, a osim direktno u pretraživaču, pretraga weba u okviru Facebook-a donosiće iste rezultate.

## Spoljašnje veze
- Bing Veb pretraživač